# Brian G. Marsden
Brian Geoffrey Marsden (Cambridge, 5 de agosto de 1937 – Burlington, Massachusetts, 18 de novembro de 2010) foi um astrônomo inglês. Ele foi um defensor do rebaixamento do ex-planeta Plutão.
Marsden descobriu o asteroide 37556 Svyaztie.